# Big Mama Thornton
Willie Mae Thornton (Montgomery, 11 december 1926 – Los Angeles, 25 juli 1984) was een Amerikaanse blueszangeres, mondharmonicaspeelster en liedjesschrijfster.

## Biografie
Tijdens haar kindheid maakte ze, zoals veel blueszangeressen, haar eerste muzikale schreden in de kerk. Op 14-jarige leeftijd werd ze gecontracteerd door de roadshow Hot Harlem Review.
Met haar krachtige stem en haar indrukwekkende optreden probeerde men uit haar een nieuwe Bessie Smith te vormen. Maar pas in 1952 kon Big Mama in de Johnny Otis Show met hartstochtelijke rhythm-and-blues haar eerste succes Hound Dog opnemen, dat in de versie van Elvis Presley later een klassieker zou worden in de rock-'n-roll. Hound Dog werd opgenomen in de lijst The Wire's '100 Records That Set the World on Fire (While No One Was Listening)'.
Tijdens de jaren 1951-1954 nam Big Mama enkele nummers op met begeleiding van de Johnny Otis Band voor Peacock Records, waarbij ze bij enkele opnamen ook meesterlijk mondharmonica speelde. Maar geen van deze opnamen (Smell a Rat, Stop Hoppin' on Me, The Fish, Just like a Dog) plaatste zich in de hitlijst. Na zich te hebben gevestigd aan de westkust, maakte ze in 1957 een moeilijke tijd door zonder vaste band en verbintenis. Tijdens deze periode trok ze alleen nog door kleine clubs.
Tijdens de jaren 1960 verbeterde ze ook haar mondharmonicaspel, dat naast haar imposante stem haar kenmerk werd. Pas met de opkomende blues revival verbeterde haar positie zich een weinig. Zo nam ze in 1965 deel aan de Europese tournee van het American Folk Blues Festivals. In Londen werd bij deze gelegenheid het album Big Mama Thornton in Europe opgenomen. Door haar uitbundige dynamiek bekoorde ze de muzikanten en toeschouwers. Met haar hit Ball and Chain, gecoverd door Janis Joplin, won ze de gunst van het grote publiek. Ze nam vervolgens deel aan veel tournees en festivals, waaronder het Monterey Jazz Festival en het San Francisco Blues Festival en nam meerdere albums op. Samen met T-Bone Walker nam ze in 1972 nog een keer deel aan het American Folk Blues Festival. Ze trad ook op in de belangrijkste evenementsplaatsen, zoals het New Yorkse Apollo Theatre. In de loop van haar carrière werd ze zes keer genomineerd voor de Blues Music Awards.
Big Mama Thornton werd in 1984 opgenomen in de Blues Hall of Fame. Ze is ook de naamgeefster voor het Willie Mae Rock Camp voor meisjes, een non-profitorganisatie die muzikale opleidingen aanbiedt voor meisjes tussen acht en achttien jaar.

## Ziekte en overlijden
Big Mama leed steeds meer onder haar alcoholverslaving, die haar gezondheid ruïneerde. Ze overleed in juli 1984 op 57-jarige leeftijd.

## Discografie

### Live- en studioalbums
- 1965:	Big Mama Thornton in Europe	(Arhoolie Records)
- 1966: Big Mama Thornton with the Muddy Water Blues Band (Arhoolie Records)
- 1967:	Big Mama the Queen at Monterey (MCA Records)
- 1968:	She's Back (Back Beat Records)
- 1968: Ball ´n Chain (Arhoolie Records)
- 1969:	Stronger Than Dirt (Mercury Records)
- 1970: Maybe (Roulette Records)
- 1970:	The Way It Is [live] (Mercury Records)
- 1973:	Saved (Pentagram Records) (gospelalbum)
- 1975:	Jail [live]	(Vanguard Records)
- 1975:	Sassy Mama! [live] (Vanguard Records)
- 1978:	Mama's Pride (Vanguard Records)

### Postuum
- 1986: Quit Snoopin' Round My Door (Ace Records)
- 1990: The Original Hound Dog (Ace Records)
- 1992: Hound Dog: The Peacock Recordings (MCA Records)
- 1995:	The Rising Sun Collection [live] (Just A Memory Record)
- 1996: They call me Big Mama (Mca Special Markets)
- 1998: The Way It Is (Mercury Records)
- 2000: Complete Vanguard Recordings (Vanguard (bestaande uit Jail (1975),Sassy Mama (1975) en Big Mama swings tot nu toe niet uitgebracht))
- 2004:  Hound Dog: Essential Collection (Spectrum Music)
- 2004:	With the Muddy Waters Blues Band 1966 [live] (Arhoolie Records)
- 2004: Classics 1950-1953 (B&R Classics)
- 2005:	Sassy Mama [Justin-Time] [live] (Just A Memory Records)
- 2006: Blues (Disky Records)
- 2007: Big Mama Thornton Vanguard Visionaries (Vanguard Records)
- 2008: Mighty Crazy met Lightnin' Hopkins (Snapper Records)
- ????: Big Mama Thornton & Chicago Band (Arhoolie Records)
- ????: Best of the Blues: A Summit Meeting, Recorded Live at Newport in New York

- Bibsys: 7057999
- Biblioteca Nacional de España: XX990587
- Bibliothèque nationale de France: cb13900431h (data)
- Gemeinsame Normdatei: 134845617
- International Standard Name Identifier: 0000 0001 1507 0720
- Library of Congress Control Number: n92013523
- MusicBrainz: 2993f855-403f-4c6a-bea9-088cd5d354dc
- Nationale Bibliotheek van Tsjechië: xx0132996
- Nationale Bibliotheek van Israël: 987007329594905171
- Nederlandse Thesaurus van Auteursnamen: 101023871
- Réseau des bibliothèques de Suisse occidentale: 02-A006297772
- SNAC: w6gf35xz
- Système universitaire de documentation: 139921427
- Virtual International Authority File: 42026866
- WorldCat: E39PBJv8BxYrmTtg9TBQgTYtrq